# Сказ об Урале
Сказ об Урале — скульптурная композиция на Привокзальной площади в городе Челябинске, символ Урала.

## Авторы
- Автор и скульптор: Виталий Семенович Зайков
- Архитектор: Евгений Викторович Александров.

## Композиция
Идея создания монумента «Сказ об Урале» возникла у Виталия Зайкова ещё в те времена, когда он жил в Петербурге, благодаря сказам Павла Бажова. Урал звал художника не только как отчий дом, но и как край, с которым у него был связан один из самых серьёзных творческих замыслов. Мысль о «Сказе» постоянно преследовала художника. Поиск образа и работа над ним заняли долгих шесть лет.
Художник объездил весь Урал, исходил пешком его бескрайние просторы в поисках своего «клада». Виталий Зайков понял, что главная идея должна лежать всё же не в природной экзотике, а в значимости Урала для страны, в силе духа и трудолюбии уральцев.
В «Сказе об Урале» много идёт от поэтической сказочности Бажова, от былинного народного фольклора: великан, носящий огромный пояс с глубокими карманами, в которых он прячет все свои сокровища. Само слово «Урал» переводится с башкирского как пояс. И, несмотря, на былинно-эпическую трактовку образа, отчётливо видно, что скульптор показывает Урал не прошлого, а сегодняшний, Урал индустриальный. Этот аллегорический образ уральского богатыря символизирует могущество трудового Урала, который Александр Твардовский называет: «Урал — опорный край державы, её добытчик и кузнец» (надпись присутствует на фасаде постамента).
Общая высота монумента 12 метров. Год создания 1967. Открыт 6 ноября 1967 года. 
Вырубленный из гранита «Сказ об Урале» — воплощение физической силы и творческой мощи уральских мастеров. На постаменте, засыпанном каменными глыбами, стоит вырубленный из гранита богатырь. В его руках молот, что говорит о рабочих заслугах Южного Урала и его жителей.
Скульптурная композиция «Сказ об Урале» экспонируется в Москве на республиканской художественной выставке «Советская Россия», а затем на Всесоюзной юбилейной художественной выставке.
В 2007 году по настоятельной просьбе Заслуженного архитектора России Евгения Александрова (1917–2007) была проведена реконструкция постамента у монумента.

## Дед Мороз
В 2009 году по задумке челябинской школьницы Даны Гирко «Сказ об Урале» был наряжен в 7-метровый новогодний кафтан Деда Мороза. Организатором акции выступили представители бизнес-сообщества Челябинска при одобрении со стороны администрации города Челябинска. В 2010 году акцию повторили, на этот раз кафтан стал самым большим кафтаном Деда Мороза и попал в книгу рекордов Гиннеса. Размеры костюма если перевести на человеческие мерки составляют: размер шубы — 300, размер головного убора — 280, длина кафтана — 8 метров. Для такого пошива использовалось 30 тысяч метров нитей, 100 метров красного бархата, 50 метров искусственного меха и 150 метров синтепона. На время акции памятнику прикрепили 74-метровую бороду (74 символизирует код региона).
Данная затея встретила неоднозначную реакцию жителей. Одна часть жителей нашла затею забавной, яркий наряд скрывал суровую каменную скульптуру и придавал праздничный вид привокзальной площади. Другая часть жителей города была возмущена грубым нарушением композиции и облика памятника, искажением его исторического значения и называли акцию вандализмом.
«Сказ об Урале» является духовным символом Урала. В народе существует примета: стоит приехать к богатырю-кузнецу, коснуться его или поцеловать, при этом загадав сокровенное желание, и сама сила могучего Урала воплотит его в жизнь.

## Использование на банкнотах

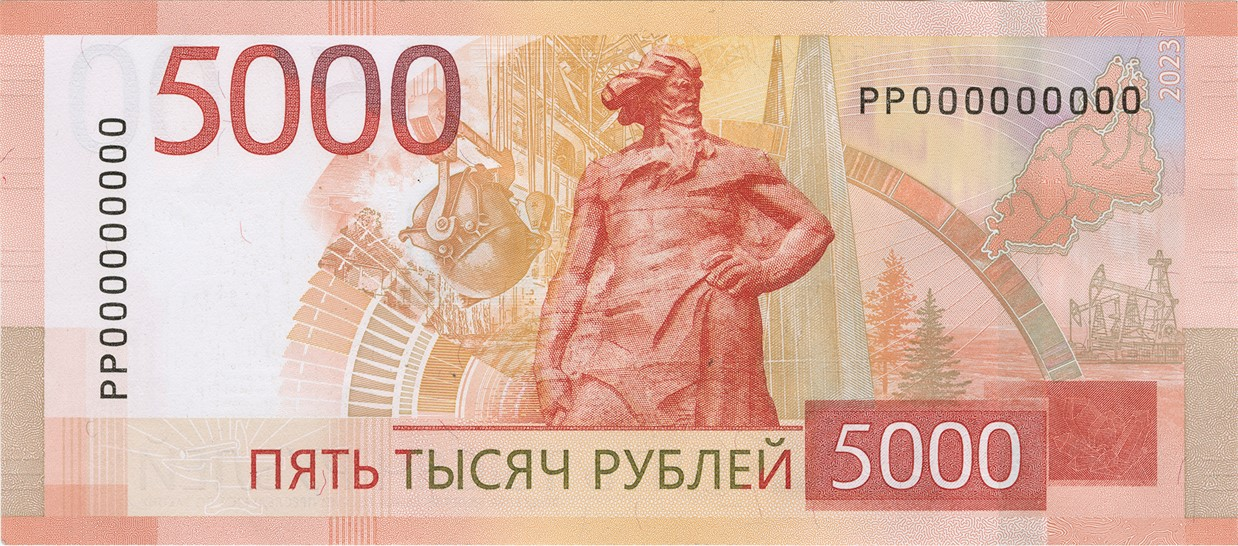
Реверс банкноты Банка России номиналом 5000₽ образца 2023 года

В 2023 году Центральный банк России представил обновлённые банкноты достоинством 1000 и 5000 рублей. Банкнота в 5000 рублей посвящена Екатеринбургу и Уральскому федеральному округу, основное изображение оборотной стороны банкноты — памятник «Сказ об Урале».